# It's a Mad, Mad, Mad, Mad Marge
It's A Mad, Mad, Mad, Mad Marge, llamado Marge está loca, loca, loca, loca en España e Hispanoamérica, es un episodio perteneciente a la undécima temporada de la serie animada Los Simpson, emitido por primera vez en Estados Unidos el 14 de mayo de 2000. Fue escrito por Larry Doyle, dirigido por Steven Dean Moore y la estrella invitada fue Parker Posey como Becky. En el episodio, la exnovia de Otto, Becky, comienza a vivir con los Simpson, y Marge teme que planee matarla y ocupar su lugar en la familia.

## Sinopsis
Todo comienza cuando a cada niño de la clase de Bart se le da una cámara de video para un proyecto escolar, en el cual debían crear una película. Ese día, Otto maneja el autobús escolar hacia el lugar en donde su novia, Becky, trabajaba. Sosteniendo un grabador con música en sus manos, Otto le propone matrimonio a Becky, y ella acepta. Por sugerencia de Bart, deciden hacer la boda en la casa de los Simpson. Marge acepta a regañadientes, pero el asunto de la boda no le preocupa demasiado, ya que aún quedaba casi todo de la boda de Apu. La recepción es un éxito, hasta que Otto llama a una banda tributo a Poison para que toquen una canción de heavy metal en lugar de la marcha nupcial. Becky admite ante Marge que odia el heavy metal. En la boda, Marge le sugiere a Becky que le de a Otto un ultimátum: debía elegir entre el heavy metal o ella. La boda, entonces, termina, ya que Otto se va del lugar en el autobús escolar, con la banda. Becky devuelve los regalos de boda. 
Becky se queda a vivir con los Simpson, ya que Marge le había estropeado la boda y la había dejado sin otro lugar en donde vivir. Al principio, a Marge le agrada tener a Becky en su casa, pero pronto comienza a ver que a su familia le gusta más Becky que ella, ya que cocinaba mejor y ayudaba a los niños con sus cosas. Con el tiempo, Marge se vuelve paranoica y piensa que Becky está tratando de matarla para robarle a su familia. Un día, descubre que su auto no tenía frenos, y queda a punto de chocar. Cuando va a denunciar a Becky a la policía, el jefe Wiggum no le hace caso. 
Un día, Becky y el resto de la familia se encuentran, sin Marge, en una heladería, y Becky anuncia que había encontrado un departamento para mudarse. Después, compra un enorme plato de helado, sobre el cual Homer se desmaya. Becky le da respiración de boca a boca para reanimarlo, pero, en ese momento, Marge entra a la heladería, piensa y mal interpreta la situación que Becky estaba besando a su esposo. Totalmente fuera de sí, Marge rompe un cono como si fuera una botella de vidrio y se dispone a atacar a Becky; sin embargo, la policía la atrapa, la arresta y unos jueces la declaran loca. Marge, diciendo que no estaba loca, escapa de la sala de juicio y se convierte en una famosa fugitiva, sobre la cual hacían bromas en televisión. Cuando va a la biblioteca para ver quien era realmente "la tal Becky", descubre que era una buena chica, y se da cuenta de que verdaderamente se había vuelto loca. 
Finalmente, Marge vuelve a su casa, sólo para encontrar a Homer vestido sólo con calzoncillos y atado a una mesa, a Lisa atada de manos y pies a la pared, a Maggie en una jaula y a Becky sosteniendo un cuchillo con ambas manos. Cuando está a punto de "matar" a Homer, Marge le quita el cuchillo y comienza a estrangularla. En ese momento, Bart le dice a su madre que todo era una escena de su obra escolar, pero Becky, luego, admite que tenía planeado matar a Marge para robar a su familia; sin embargo, no tenía pala para enterrarla, por lo que por su pereza de comprar, había desistido en sus tentativas de homicidio. Homer, por su parte, le dice a Marge que, mientras estaba arreglando su auto, había derramado su líquido de frenos. Los médicos del hospital psiquiátrico aparecen en ese momento y lanzan un dardo hacia el cuello de Marge, pero este no le hace efecto debido a que anda muy estresada como para descansar. Homer, finalmente, le dispara otro dardo, el cual la hace dormir, ya que le acababa de ordenar que limpiase y barriese la casa.